# 白點盤雀鯛
白點盤雀鯛(學名：Dischistodus chrysopoecilus)，為輻鰭魚綱鱸形目隆頭魚亞目雀鯛科的其中一種，分布於中西太平洋區，包括印尼、新加坡、菲律賓、新幾內亞、帛琉及索羅門群島海域，深度1-5公尺，本魚體呈卵圓形而側扁，體呈藍灰色，眼後方近鰓蓋及胸鰭基部各有一黑圓班，最大的特徵在背部有一白色大圓班，體被圓鱗，鑲淡藍色邊形成網狀紋，尾鰭叉形，上下葉圓鈍，硬棘13枚、背鰭軟條14-15枚、臀鰭硬棘2枚、臀鰭軟條13-14枚，體長可達15公分，棲息在沙底質且礁石突出的潟湖或海草床，繁殖期時會成對出現，生活習性不明。